# After Hours (альбом)
After Hours (с англ. — «После работы») — студийный альбом ирландского гитариста и певца Гэри Мура, изданный 10 марта 1992 года.
После напряжённого тура в 1990 году Мур записывает альбом «After Hours», который также как и его предшественник был выдержан в стилистике блюз-рока, но с большим влиянием соула и с добавлением духовой секции, игравшей в стилистике соул. Несмотря на то, что альбом получился очень похожим на «Still Got The Blues», его успех был скромнее.
В After Hours вошли как оригинальные песни Мура, так и известные блюзовые стандарты. В записи приняла участие мемфисская группа The Memphis Horns, а также приглашённые музыканты: Би Би Кинг («Since I Met You Baby») и Альберт Коллинз («The Blues Is Alright»). Альбом достиг 1-го места в хит-парадах Швейцарии и Швеции, а также 2-го места — в Германии и Норвегии. В целом он получил одобрительные отзывы. Рецензент Allmusic Дэвид Джензен назвал After Hours «столь же впечатляющим», как и Still Got the Blues.

## Список композиций
Автор песен Гэри Мур, кроме отмеченного особо.
| №   | Название                                     | Автор(ы)         | Длительность |
| --- | -------------------------------------------- | ---------------- | ------------ |
| 1.  | «Cold Day in Hell»                           |                  | 4:27         |
| 2.  | «Don't You Lie to Me (I Get Evil)»           | Hudson Whittaker | 2:30         |
| 3.  | «Story of the Blues»                         |                  | 6:41         |
| 4.  | «Since I Met You Baby» (Featuring B.B. King) |                  | 2:52         |
| 5.  | «Separate Ways»                              |                  | 4:54         |
| 6.  | «Only Fool in Town»                          |                  | 3:52         |
| 7.  | «Key to Love»                                | John Mayall      | 1:59         |
| 8.  | «Jumpin' at Shadows»                         | Duster Bennett   | 4:21         |
| 9.  | «The Blues Is Alright» (with Albert Collins) | Milton Campbell  | 5:45         |
| 10. | «The Hurt Inside»                            |                  | 5:53         |
| 11. | «Nothing's the Same»                         |                  | 5:04         |

| №   | Название                             | Автор(ы)                               | Длительность |
| --- | ------------------------------------ | -------------------------------------- | ------------ |
| 12. | «All Time Low» (Extended version)    |                                        | 8:40         |
| 13. | «Woke Up This Morning»               | B.B. King, Jules Taub                  | 3:52         |
| 14. | «Movin' on Down the Road»            |                                        | 3:35         |
| 15. | «Don't Start Me Talkin · »           | Sonny Boy Williamson                   | 3:04         |
| 16. | «Once in a Blue Mood» (Instrumental) | Moore, Will Lee, Anton Fig, Tommy Eyre | 7:34         |

## Personnel
- Гэри Мур — гитара, вокал
- Уилл Ли, Боб Дейсли, Энди Пайл, Джонни Б. Гайдон — бас-гитара
- Грэм Уокер, Антон Фиг — ударные
- Томми Эйр — клавишные
- Мартин Дровер — труба
- Фрэнк Мид, Ник Пентелоу, Ник Пейн — саксофон
- Эндрю Лав, Уэйн Джексон — The Memphis Horns
- Кэрол Кеньон, Линда Тейлор — вокал
- Ричард Морган — гобой

- Би Би Кинг — вокал и гитара в песне «Since I Met You Baby»
- Альберт Коллинз — вокал и гитара в «The Blues is Alright», гитара в «Once in a Blue Mood»